# Dognina
Dognina is een geslacht van vlinders van de familie tandvlinders (Notodontidae).

## Soorten
- D. adriennae Thiaucourt, 1979
- D. bella Jones, 1908
- D. botis Druce, 1906
- D. carastia Druce, 1906
- D. guasca Schaus, 1933
- D. peruda Druce, 1932
- D. veltini Dognin, 1890